# Festival Internacional de la Sierra
El Festival Internacional de la Sierra FESTISIERRA se crea en el año 1980 con el sobrenombre de Festival de Bailes y Canciones Populares de Extremadura y desde entonces lleva celebrándose en la localidad de Fregenal de la Sierra cada año y siendo declarado en el 2018  Fiestas de Interés Turístico Nacional (España). Hoy día se celebra entre los meses de julio y agosto y celebrará su edición número 43 entre el 1 y el 15 de agosto de 2025. 
Su primera sede fue la Plaza de Toros de Fregenal de la Sierra. Hoy día los escenarios se reparten por diferentes lugares de la localidad como el parque ferial, el Claustro del Convento de San Francisco, el Paseo del Pilarito, la Plaza de Abastos, del interior del Castillo Templario y el Paseo de la Constitución junto a la iglesia parroquial de Santa María de la Plaza y el Castillo Templario, en el pleno centro de la ciudad. A él acuden grupos de los cinco continentes así como grupos extremeños.

## Flamenco en la Sierra

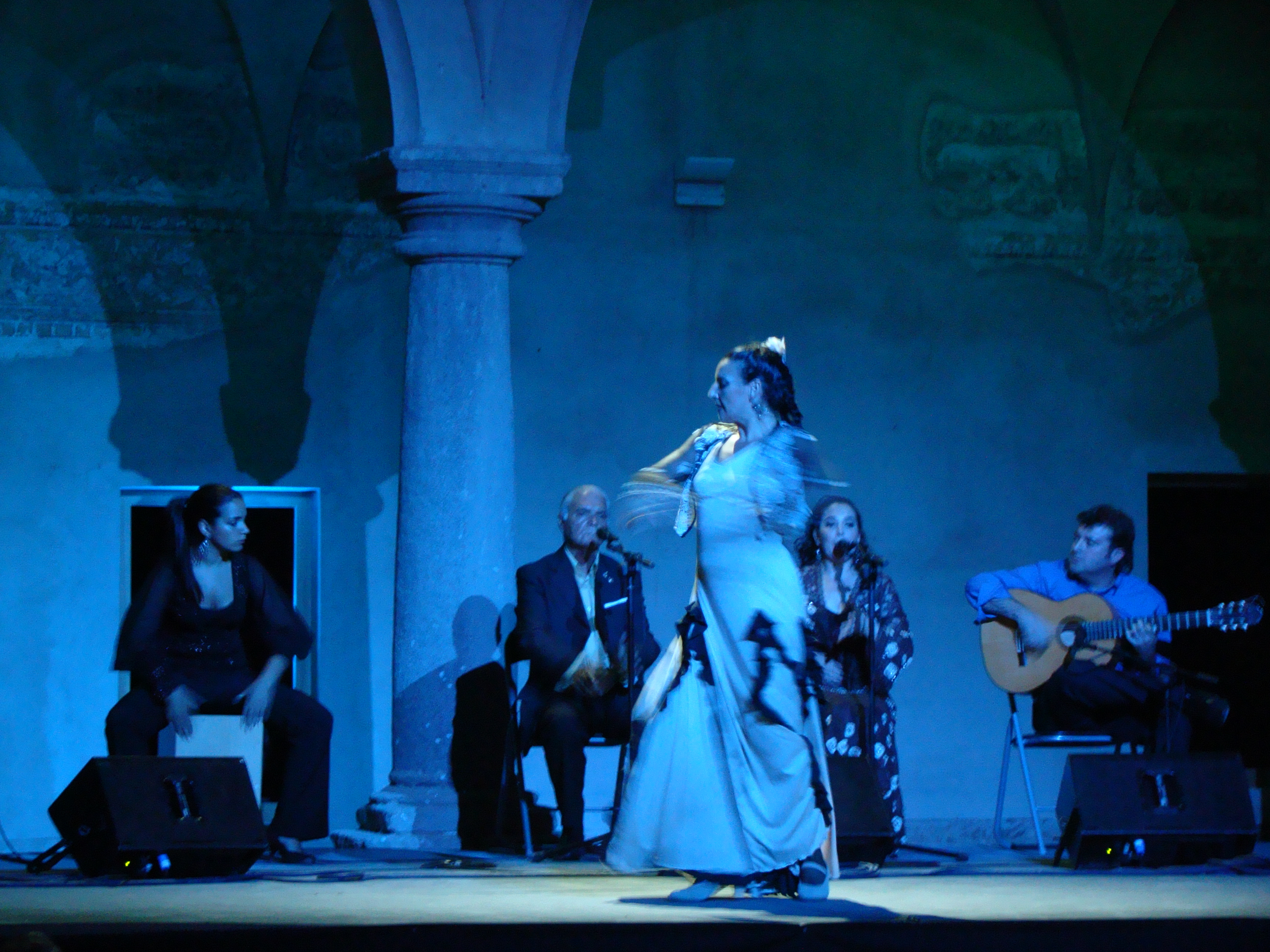
Flamenco en la Sierra.

Esta es una de las citas importantes del festival. Se realiza dentro de uno de los enclaves turísticos más importantes de la ciudad que es el claustro del Convento de San Francisco. Durante 
varias noches en las que se realiza el festival este claustro desprende un brillo flamenco que llena el alma de los asistentes. En el actúan cada año grandes artistas del panorama flamenco de toda España.

## Folk en la Sierra

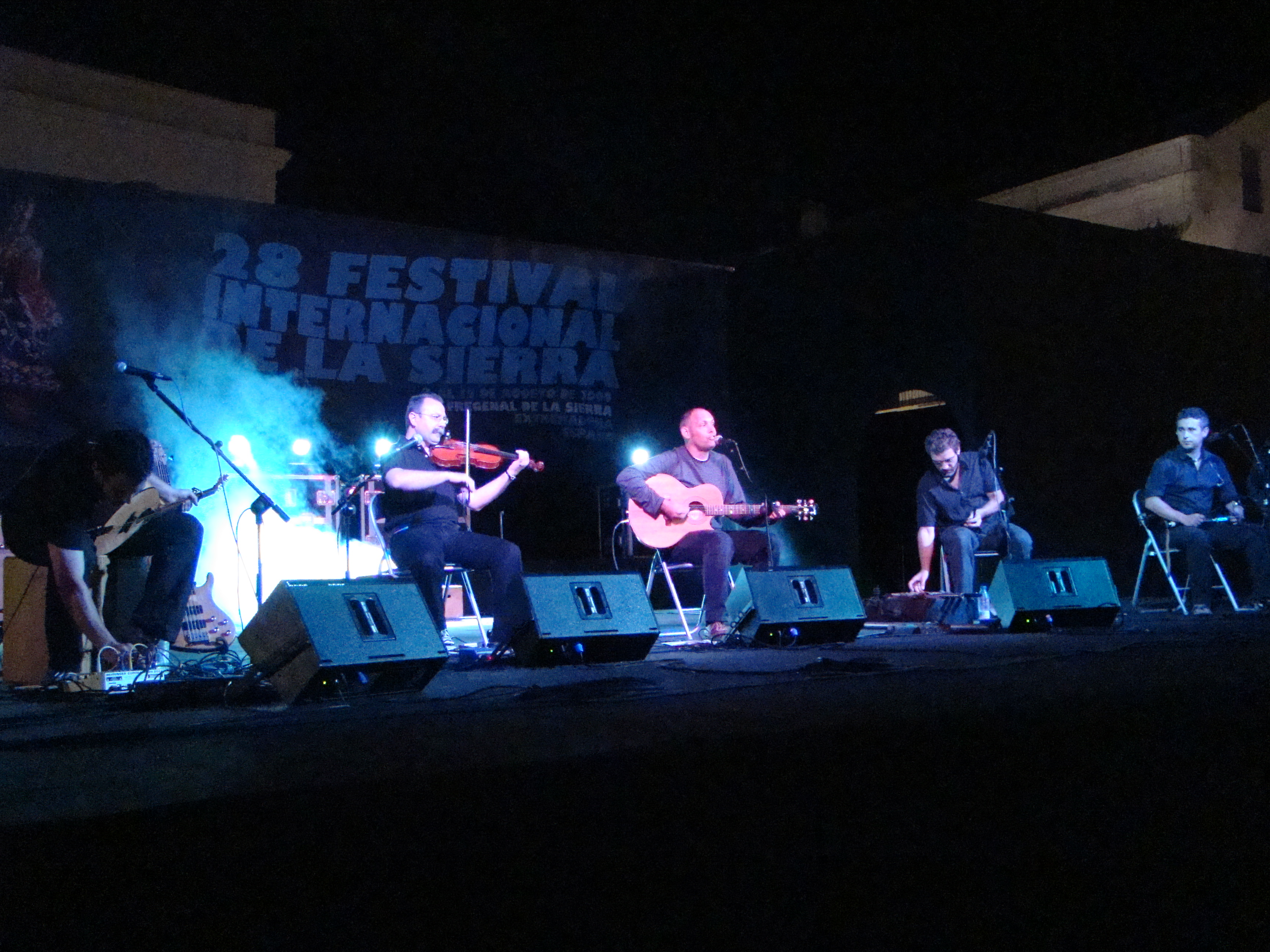
Folk en la Sierra.

Durante varias noches del FIS el escenario del paseo de la constitución se llena de artistas de la música folk de España. El público, generalmente juvenil se ve atraído por esta música que les hace disfrutar.

## Música en el Castillo

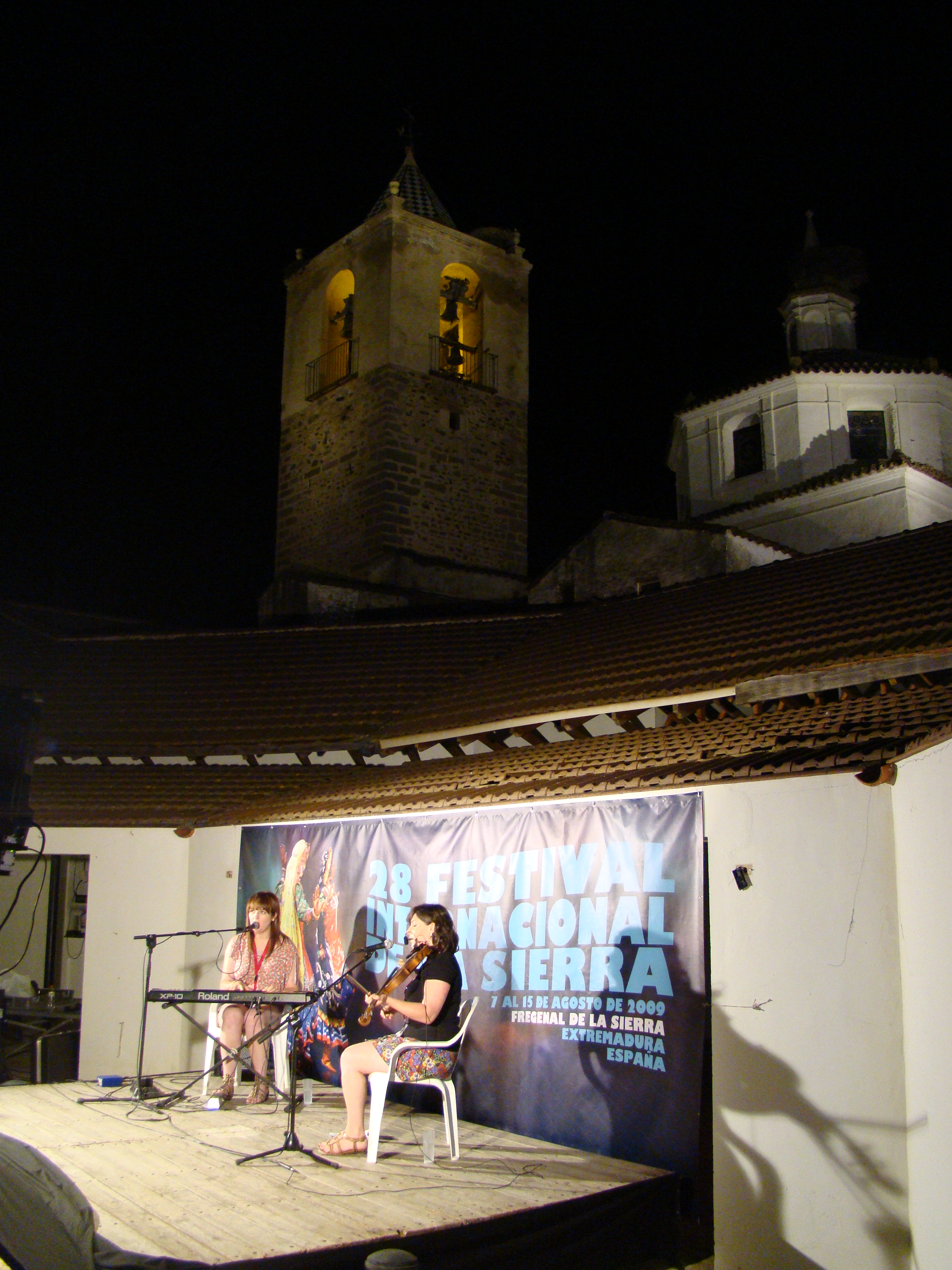
Música en el Castillo.

Dentro de la Plaza de Abastos de la Localidad se reúne a un pequeño grupo de gente que llena el patio de la plaza. Este entorno que ayuda a entrar en la magia de la música, mayormente celta, que desprenden los artistas provenientes de países como el Reino Unido o España.

## Carpa del FIS

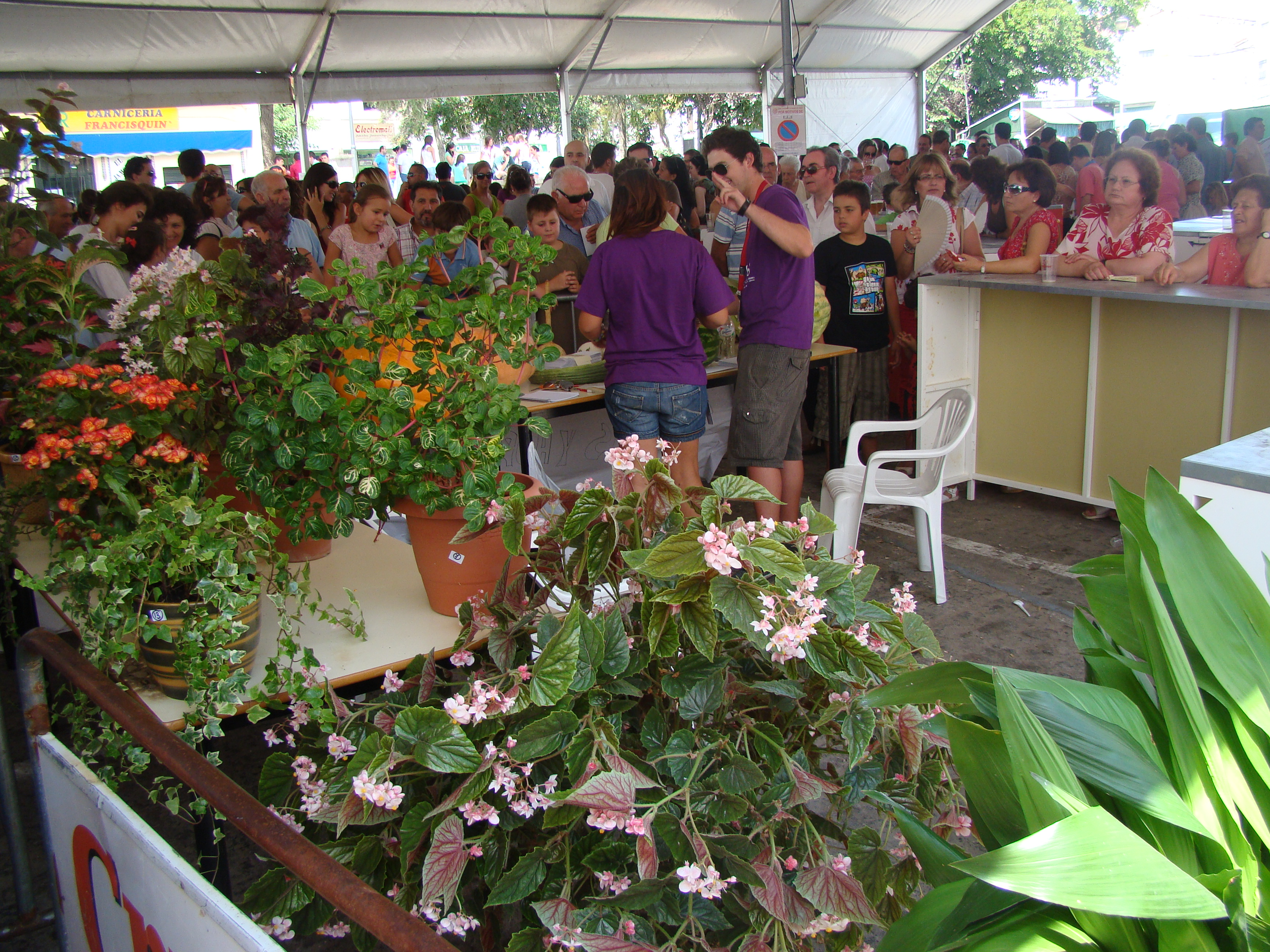
Carpa del FIS.

Cada mañana esta carpa se llena de habitantes de la localidad para disfrutar de las actividades organizadas en la misma como talleres artesanales de marquetería, alfarería y elaboración de alimentos típicos de la tierra o matanzas tradicionales. También talleres de danza , concursos, juegos para niños y paseos en burro se realizan por las mañanas.

## Escenario Principal

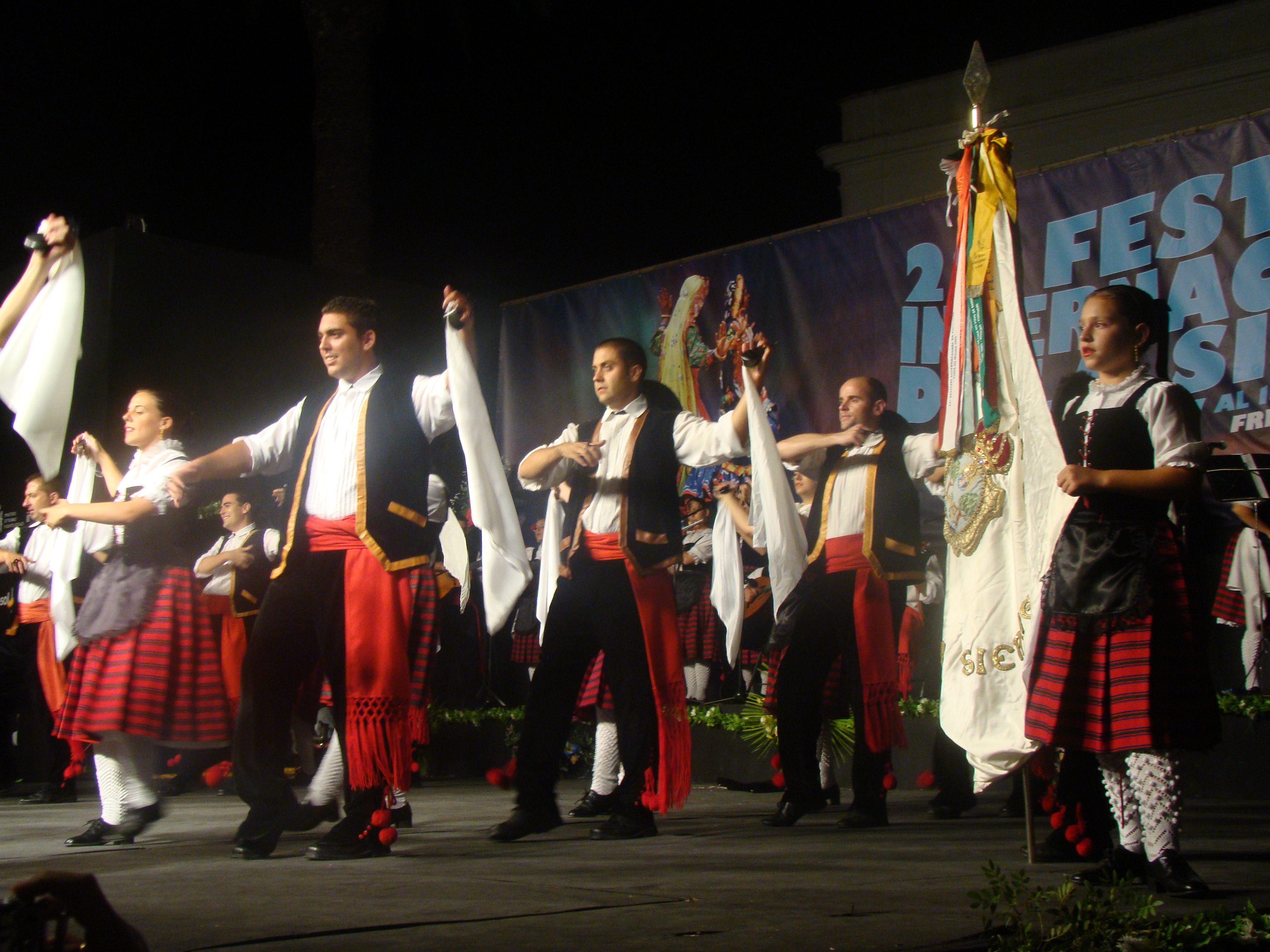
Los Jateros bailando en el escenario principal del FESTISIERRA.

Durante las noches, el Paseo de la Constitución tiene color internacional con las actuaciones de los grupos provenientes de los cinco continentes, así como una noche reservada al folclore infantil en la que los grupos infantiles y juveniles nos demuestran danzas y bailes de sus lugares de proveniencia. Otra de las noches que se realizan en el escenario principal del FIS en la noche extremeña de reciente creación en el que grupos extremeños nos traen a la localidad frexnense danzas típicas de nuestra región.

## Otros eventos

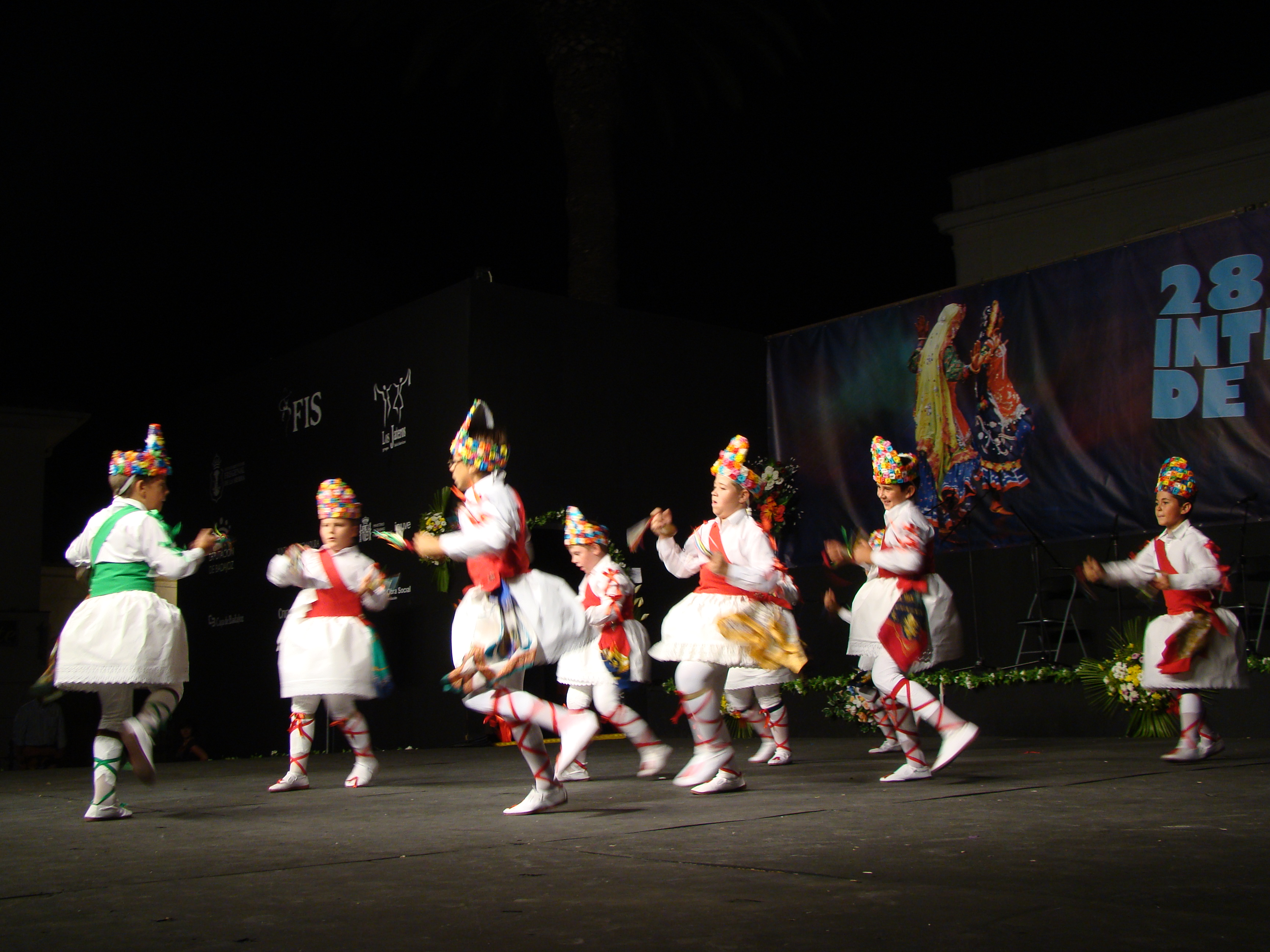
Noche infantil, Los Danzaores de la Virgen de la Salud.

También en el festival hay visitas guiadas por el Conjunto Histórico-Artístico así como tradicional esquile de ovejas en el que se esquilan a estos animales como lo hacían nuestros antepasados.

## Enlaces externos

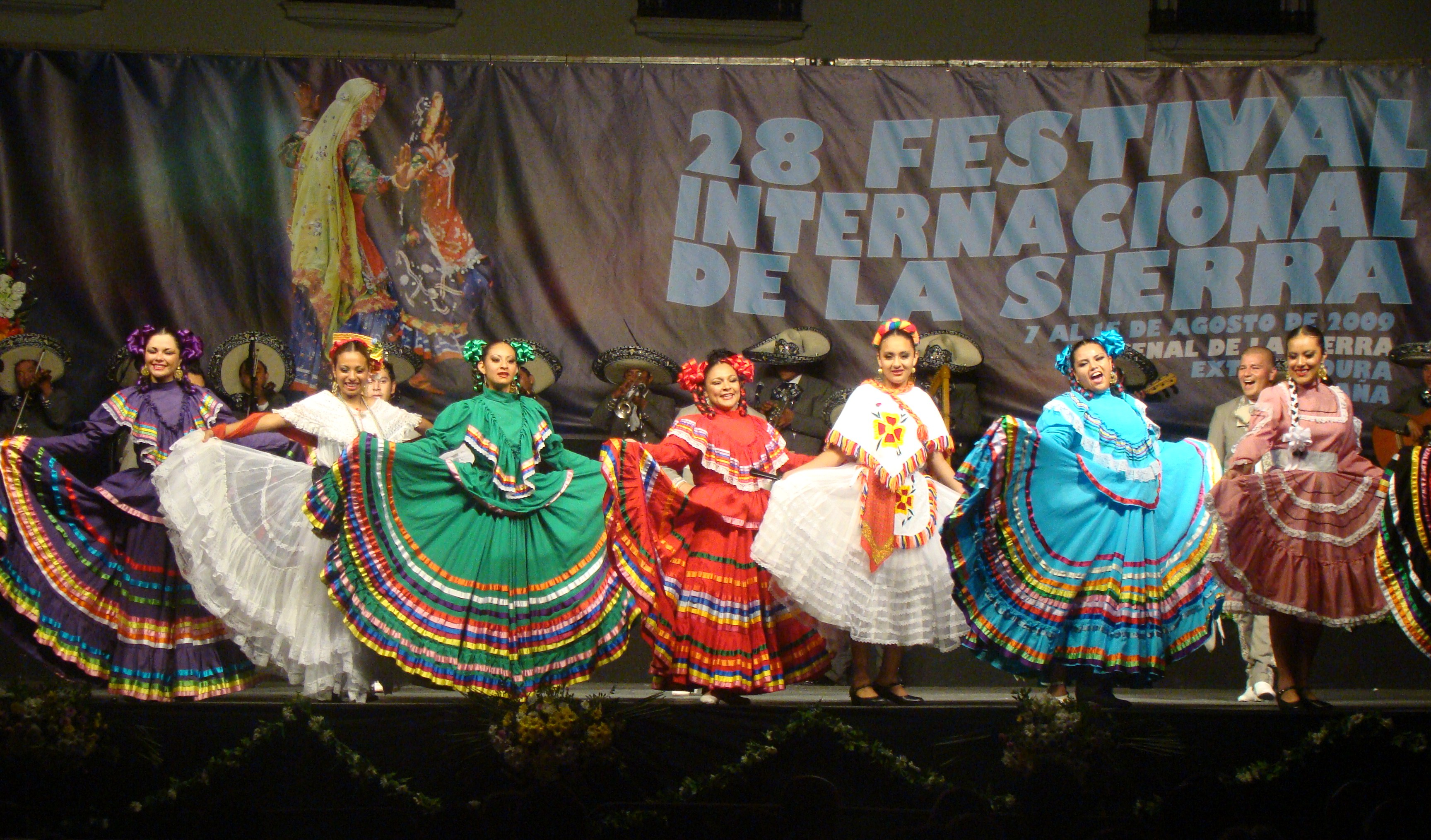
Noche internacional, grupo mexicano.